# كارل ويلهلم كارستنز
كارل ويلهلم كارستنز (بالنرويجية البوكمول: Carl Wilhelm Carstens)‏ هو جيولوجي نرويجي، ولد في 1887، وتوفي في 1950.